# غوردون فوكس
غوردون فوكس (بالإنجليزية: Gordon D. Fox)‏ هو محامي وسياسي أمريكي، ولد في 21 ديسمبر 1961 في الولايات المتحدة. حزبياً، نشط في الحزب الديمقراطي.